# Pseudoboletia maculata
Pseudoboletia maculata is een zee-egel uit de familie Toxopneustidae.
De wetenschappelijke naam van de soort werd in 1869 gepubliceerd door Franz Hermann Troschel.